# Liste des monnaies de la France
 (juin 2007).
Améliorez-le ou discutez des points à vérifier. 
 (juillet 2021).
Si vous disposez d'ouvrages ou d'articles de référence ou si vous connaissez des sites web de qualité traitant du thème abordé ici, merci de compléter l'article en donnant les références utiles à sa vérifiabilité et en les liant à la section « Notes et références ».
Voici la liste des monnaies qui ont circulé en France.
| Nom                     | Dates          | Taux de change                                                    |
| ----------------------- | -------------- | ----------------------------------------------------------------- |
| Livre parisis           | 755-1667       | 1 Livre parisis = 1,28 livre tournois                             |
| Livre tournois          | 1203-1795      | 1 Livre tournois = 20 sols = 240 deniers                          |
| Franc (à cheval)        | 1360-1640      | 1 Franc = 1 Livre tournois                                        |
| Franc (à pied)          | 1365-1575      | 1 Franc = 1 Livre tournois                                        |
| Franc d'argent          | 1575-1641      | Autre appellation de la livre tournois 1 Franc ≈ 1 Livre tournois |
| Franc (révolutionnaire) | 1795-1803      |                                                                   |
| Franc (germinal)        | 1803-1928      | 1 livre = 0,987 7 franc                                           |
| Franc (Poincaré)        | 1928-1959      |                                                                   |
| Franc Pacifique (XPF)   | 1945- en cours | 1 000 franc Pacifique = 8,38 euro                                 |
| Nouveau franc           | 1960-1962      | 1 nouveau franc = 100 « anciens » francs                          |
| Franc (FRF)             | 1963-2002      | (Renommage) 1 franc = 1 nouveau franc                             |
| Euro (EUR)              | 2002- en cours | 1 euro = 6,559 57 francs                                          |

## Livre

### Parisis
La livre parisis (ou livre de Paris, notée lp) était une monnaie de compte utilisée en France à partir du Moyen Âge et jusqu'au XVIIe siècle, en référence aux espèces monétaires fabriquées par l'atelier de Paris. À partir du XIIIe siècle, elle coexiste avec la livre tournois avant d'être interdite en avril 1667.

### Tournois
La livre tournois (parfois écrit « livre Tournois », abrégé L, liv., lt, ₶, ou £) est une ancienne monnaie de compte française valant 240 deniers ou 20 sous, frappée originellement à Tours et qui fut utilisée en France sous l'Ancien régime. Elle remplace progressivement la livre parisis à partir du xiiie siècle mais ne devient l'unique monnaie de compte qu'en 1667. Elle disparaît au moment de la création du franc français en 1795.

## Franc (au Moyen Âge et à la renaissance)

### A Cheval
Le franc à cheval est le premier franc français, monnaie d'or à 24 carats pesant 3,88 grammes, émise pour financer la rançon du roi Jean II le Bon (1350-1364), prisonnier des Anglais. Créé le 5 décembre 1360, et mis en circulation en février 1361 jusqu'en 1364. Bien que le nom « franc » signifie « libre », il est plus probable que le nom de la monnaie vienne tout simplement de l'inscription Francorum Rex gravée sur la pièce. Le franc fut émis à la valeur d'une livre tournois, et le mot franc devint vite synonyme de livre.

### A pied
À la suite du succès rencontré par un premier franc or, le franc à cheval, frappé sous le règne du roi Jean II le Bon, son fils et successeur Charles V va également faire frapper un franc or en 1365, cette devise est remplacée par le franc d'argent en 1575 sous le règne d'Henri III de France.

## Franc (1795-1959)

### Franc révolutionnaire
La loi du 18 nivôse an III (7 janvier 1795) permet l'émission des premiers assignats libellés en francs.
Suit la loi du 18 germinal an III (7 avril 1795), qui fixe la nomenclature définitive des nouvelles mesures républicaines (le mètre, l'are, le stère, le litre, le gramme), débaptise la vieille livre tournois (rappelant trop la royauté) et décide que l'unité monétaire officielle de la France est le franc. Sa contenance est de 5 grammes d'argent. La loi confirme le système décimal qui avait été imposé par la loi du 1er août 1793 adoptant le système métrique : un franc est subdivisé en 10 décimes ou 100 centimes, mais les pièces prévues ne seront jamais frappées. Il faut attendre 1796 pour voir apparaître les premières pièces en franc.
Avec la loi du 28 thermidor an III (15 août 1795), le franc devient l'unité monétaire française. Elle va préciser les caractéristiques des nouvelles pièces d'argent. Elles auront pour type la figure d'Hercule unissant les figures allégoriques de l’Égalité et de la Liberté avec la devise « Union et Force ». Le poids de la pièce de un franc est fixé à cinq grammes d'argent au titre de neuf dixièmes de métal pur (900⁄1000), soit un poids de 4,5 grammes, ce qui permet de retrouver un poids pratiquement égal à celui donné à la livre depuis la réformation de 1726 (4,505 16 grammes).
La loi du 25 germinal an IV (14 avril 1796) donne les équivalences livre tournois/franc : la livre pèse 4,505 16 grammes d'argent, et le franc 4,50 grammes d'argent fin. La livre est donc très légèrement supérieure au franc, mais la loi dispose que la pièce de 5 francs soit donnée et reçue pour 5 livres 1 sou et 3 deniers. Le franc vaut donc officiellement 1 livre 0 sol et 3 deniers (inversement, 1 livre = 0,987 7 franc).
Ce qui peut sembler une escroquerie n'en est pas : une étude sur une importante quantité de livres tournois en circulation montrait que, du fait de l'usure, le poids moyen d'une pièce de 6 livres (la pièce de 1 livre en argent n'existe pas) était inférieur à 6 × 4,50 grammes d'argent et se situait à 93 % du poids théorique. À la longue, 1 livre sera égale à 1 franc (soit 20 sols = 100 centimes ou 10 décimes).
Cependant, la production de pièces ne suffit pas à répondre à la demande, le pays souffre d'un manque général de métaux (or, argent, mais aussi cuivre et bronze). Notamment, beaucoup d'émigrés sont sortis de France avec leurs métaux précieux, la thésaurisation limite la circulation d'espèces métalliques, la monnaie papier affiche des montants de plus en plus petits. Pour accélérer la mise en place de la nouvelle monnaie, deux mesures sont mises en place :
1. la loi du 2 fructidor an IV (19 août 1796) décide que les pièces de billon de Louis xv et des règnes antérieurs peuvent circuler pour 2 sous (10 centimes) mais en pratique le public ne les accepte que pour 1,5 sou.
2. une campagne de récupération des métaux est mise en œuvre : dons patriotiques, confiscation des biens des émigrés, fonte de la vaisselle royale, fonte de l'argenterie et de l'orfèvrerie des églises et des abbayes, 30 000 cloches sont fondues.

Enfin, à partir de 1796, les guerres vont aussi permettre de faire venir des masses de métaux de toute l'Europe (45 millions de livres en 1796).
La loi des 16-17 floréal an VIII (5-6 mai 1799) renverse le principe de la primauté de la livre tournois, et impose d'évaluer les monnaies royales en francs et centimes quand bien même elles seraient énoncées en livres/sous/deniers. Elle oblige les comptabilités et stipulations à être établies en francs à dater du 1er vendémiaire an VIII (23 septembre 1799). Elle donne les valeurs relatives des monnaies de la livre tournois, fixe le paiement des engagements, rentes, provisions, etc. Elle impose que les traitements des fonctionnaires, les impôts, transactions, les actes entre les particuliers, les retraites soient exprimés en francs.

### Franc germinal
En 1800, la Banque de France est créée.
La loi du 14 germinal an XI (4 avril 1803) permet aux services de l'État de reprendre au poids les monnaies rognées ou altérées. L'arrêté du 17 prairial An XI (6 juin 1803) publie un tarif de deux pages pour la reprise destinée à la refonte des monnaies d'or et d'argent de tous les pays d'Europe et de presque tous les pays d'Asie.
La loi du 17 germinal an XI (7 avril 1803) institue le bimétallisme selon un rapport d'échange entre l'or et l'argent de 1 or pour 15,5 argent (1 / 15,5) :
- 1 franc = 0,322 5 g d'or à 900⁄1000, soit 0,290 25 g d'or fin
- 1 franc = 5 g d'argent à 900⁄1000, soit 4,5 g d'argent fin.

L'argent revient à l'honneur : les pièces de ¼, ½, 1 franc, 2 francs, 5 francs, sont frappées dans ce métal. Mais sont aussi frappées pour la première fois des pièces de 20 et 40 francs en or, d'où l'appellation de « franc-or » qui s'imposera au milieu du xixe siècle.
La Banque de France devient l'institut d'émission privilégié, avec ses succursales. Elle fait aussi fabriquer des billets de banque en franc français, qui cependant n'ont pas pouvoir libératoire obligatoire : jusqu'en 1914 un créancier peut exiger le règlement en espèces (pièces d'or ou pièces d'argent de 5 F).
Sous Napoléon Ier, la France se constitue un vaste empire en Europe, et hors d'Europe, dans lequel le franc circule largement. La Belgique, les Pays-Bas, la Suisse et le Nord de l'Italie y sont intégrés.
Le 23 décembre 1865 est créée l'Union monétaire latine, sous forme d'une association monétaire définissant les principes d'uniformité monétaire en matière de poids, titre de métal et cours pour les monnaies de quatre pays (France, Belgique, Suisse et Italie) auxquels se joint la Grèce en octobre 1868. Le titrage des pièces en argent est abaissé et passe à 83,5 %, au lieu de 90 %.
En 1871, le poids des pièces usuelles reste décimal, comme en 1848 ; il est le suivant :
- pièces en argent (à 835 ‰)
  - 20 centimes : 1 g
  - 1 franc : 5 g
  - 2 francs : 10 g
  - 5 francs : 25 g
- pièces en cuivre
  - 1 centime : 1 g
  - 2 centimes : 2 g
  - 5 centimes : 5 g
  - 10 centimes : 10 g

Le franc germinal ou franc-or est une monnaie très stable jusqu'en 1914, malgré les remous politiques qui érodent la confiance en la monnaie (1848, 1870-71) sans compter quelques scandales financiers ; cependant le franc accompagne le développement du pays et de sa richesse pendant 125 ans, jusqu'en 1928 et l'avènement du « franc Poincaré ».
En 1913, un lingot d'un kilogramme d'or fin à 997 ‰ s'échangeait sur la place de Paris à 3 445 F avec une prime moyenne de 0,05 % suivant les établissements.
En matière de change, la valeur relative du franc français pour l'année 1912 s’établissait comme suit :
- 1 dollar américain = 5,17
- 1 mark = 1,235
- 1 livre sterling = 25,23
- 1 couronne austro-hongroise = 1,05
- 1 000 réis portugais = 5,60
- 1 rouble = 2,666
- 1 florin néerlandais = 2,087
- 1 piastre ottomane = 7,058

### Franc poincaré
Dès août 1914, avec l'entrée en guerre, le franc français cesse d'être convertible en or : il a cours forcé. Les cours de change à taux fixe sont, durant le conflit, de moins en moins tenables et on assiste à la mise en place de changes flottants sur des marchés monétaires parallèles. D'autre part, la thésaurisation s’accélérant durant le conflit, des moyens de paiement dits de nécessité, gagés en grande partie par les Chambres de commerce et les municipalités, se font jour.
Le Franc Poincaré est une unité de compte qui a été utilisée dans la réglementation internationale de la responsabilité. Elle est définie comme étant 65,5 milligrammes d'or d'une finesse de 0,900 millième de millimètre. Il était auparavant identique au franc français, bien qu'il ne le soit plus depuis les années 1920.
La pratique de sa conversion en monnaies nationales varie d'un État à l'autre ; dans la plupart des États, le facteur de conversion est basé non pas sur le prix du marché de l'or, mais sur un prix officiel (un vestige de l'étalon-or, souvent bien inférieur à son prix actuel). Le franc Poincaré a été remplacé dans la plupart des cas par des droits de tirage spéciaux.
Les conventions qui utilisaient le Franc Poincaré comprenaient la Convention pour l'unification de certaines règles relatives au transport aérien international, la Convention internationale sur la responsabilité civile pour les dommages dus à la pollution par les hydrocarbures et la Convention internationale portant création d'un fonds international d'indemnisation pour les dommages dus à la pollution par les hydrocarbures.

## Franc pacifique
Le franc Pacifique, ou simplement appelé franc dans l'usage courant, est, avec l'euro, une des deux monnaies officiellement utilisées au sein de la République française. Également connu sous le nom de franc CFP, il a cours dans les collectivités françaises de l’océan Pacifique : Nouvelle-Calédonie, Polynésie française et Wallis-et-Futuna.
| Taux de change | 1 000 XPF = 8,38 EUR 1 XPF = 0,00838 EUR 1 EUR ≈ 119,331742 XPF |

## Franc (1960-2002)

### Nouveau Franc
Revenu au pouvoir le 1er juin 1958, le général de Gaulle décide de réformer la structure économique et constitutionnelle du pays, et confie à Antoine Pinay et à Jacques Rueff la mission de créer un « franc lourd ». La convertibilité externe de la monnaie est rétablie. En parallèle, une nouvelle dévaluation de 17,5 % du franc est décidée, la septième depuis la Libération, qui fait que le franc, par rapport au dollar américain, équivaut à 1,8 milligramme d'or - ce qui donne un dollar pour un peu plus de 400 F. Le 27 décembre 1958 voit l'adoption du plan Pinay-Rueff qui vise la création du nouveau franc,. Appelé nouveau franc, il équivaut à 100 « anciens francs » ; ainsi un produit à 519 (anciens) francs coûtera désormais 5,19 (nouveaux) francs, ou 5 francs et 19 centimes (division par 100). Le nouveau franc fut parfois appelé franc Pinay et, plus rarement, franc de Gaulle. L'abréviation en était « NF » et figurait sur tous les titres de paiement. Le 1er janvier 1960 sont mis en circulation les nouvelles pièces et billets.
Avec cette réforme, de Gaulle et Pinay restauraient un franc de prestige, équivalant à 180 mg d'or fin, soit 62 % du franc germinal. L'effet est sensible en matière de change, où la valeur moyenne du franc français pour l'année 1963 montre un retour à des cotations peu ou prou similaires à celles de 1913 ; les cours s’établissaient comme suit :
1 dollar américain = 4,92
1 Deutsche Mark = 1,236
1 livre sterling = 13,85
1 franc suisse = 1,141
1 florin néerlandais (gulden) = 1,367
En 1963, le nouveau franc est de nouveau appelé « franc ».

### Franc (FRF)
Entre 1963 et 1969, le franc connaît une période de relative stabilité. En 1967, un début de surchauffe économique inquiète les autorités monétaires : on relève une légère augmentation de l'inflation, due notamment à la hausse du coût des matières premières et des métaux précieux. Les événements du printemps 1968 ne laissent pas le franc indemne : les capitaux s'évadent pendant les grèves et, à la suite des accords de Grenelle, le niveau des salaires et celui des prix augmentent (spirale inflationniste salaires-prix), les importations aussi, alors que les exportations diminuent, tandis que le déficit budgétaire et les facilités de crédit accordées aux entreprises alimentent la création monétaire. Aussi, le 8 août 1969, le franc est dévalué de 11,1 % (sa valeur est portée de 180 mg d'or fin à 160 mg). Cette dévaluation améliore la compétitivité-prix des produits français à l'exportation, dans un contexte de forte croissance industrielle. En revanche, le Deutsche Mark ayant été réévalué en novembre 1969, des montants compensatoires monétaires (MCM) sont instaurés pour maintenir l'unicité des prix des produits agricoles à l'exportation dans le cadre de la politique agricole commune, si bien que les agriculteurs français, taxés, ne tirent pas le bénéfice de la dévaluation du franc de 1969. Mais, globalement, la balance commerciale de la France est excédentaire de 1970 à 1973. En 1970, à l'instar de la plupart des pays occidentaux, la France abandonne l'émission de pièces en argent de 5 francs pour la remplacer par un alliage en cuivre-nickel.
Le 15 août 1971, Richard Nixon, président des États-Unis, suspend la convertibilité du dollar en or (« Nixon Shock (en) »). À l'issue des accords de Washington (en) du 18 décembre 1971 (« The Smithsonian Agreement ») ratifié par 10 États dont la France, les marges de fluctuation des monnaies par rapport au dollar au sein du SMI sont portées à ± 2,25 % (c'est le « tunnel » monétaire) et le dollar est dévalué de 10 %. Le 10 avril 1972, le Serpent monétaire européen est créé par les accords de Bâle afin de limiter les variations de change entre les monnaies des pays de la CEE : toutes les monnaies des pays signataires sont autorisées à varier les unes par rapport aux autres à la hausse comme à la baisse dans les limites de 2,25 %, ces variations ne pouvant s'effectuer, jusqu'à la dévaluation du dollar de 1973, qu'au sein du « tunnel » instauré à Washington en décembre 1971. Le Serpent monétaire européen préfigure le futur système monétaire européen (SME).
Le premier choc pétrolier, en octobre 1973, a un impact négatif sur le franc : l'inflation passe à deux chiffres, tandis que le cours du Deutsche Mark s'envole : entre 1969 et 1979, il gagne près de 34 % par rapport au franc. Le gouvernement laisse le franc flotter à la baisse (il sort du serpent monétaire européen le 19 janvier 1974 et ne le réintègre que le 10 juillet 1975), puis quitter le « serpent » le 15 mars 1976. En janvier 1976 sont signés les accords de la Jamaïque qui mettent définitivement un terme au régime de change fixe et qui démonétisent l'or. Après l'échec du serpent, le président de la République française, Valéry Giscard d'Estaing, et le chancelier de la République fédérale d'Allemagne, Helmut Schmidt, sont à l'origine du Système monétaire européen, qui entre en vigueur le 13 mars 1979 et qu'intègre le franc. Comme le « serpent », il établit une marge de fluctuation des monnaies participantes de ± 2,25 % entre un cours plafond et un cours plancher de part et d'autre d'un cours pivot. L'ECU, panier de devises formant une unité de compte utilisable pour les règlements entre les autorités monétaires de la CEE, est créé à cette occasion, préfiguration de la future monnaie européenne. Le poids du franc dans l'ECU est alors de 19,8 %.
Au début des années 1980, le franc connaît trois dévaluations dans le cadre du SME : en octobre 1981 de 3 % ; en juin 1982 de 5,75 % ; puis en mars 1983 de 2,25 %. En janvier 1983, le cours du dollar américain, dopé par des taux d'intérêt à deux chiffres, dépasse pendant quelques jours les 10 francs. Ces dévaluations du franc reflètent, d'une part le haut niveau d'inflation en France, qui contraste avec celui constaté en RFA, d'autre part les sorties de capitaux que provoque l'avènement d'un gouvernement d'Union de la gauche, enfin la perte de compétitivité des secteurs de l'économie française exposés à la concurrence internationale (qui se traduit par l'accroissement du déficit de la balance commerciale). En mars 1983, la décision du gouvernement de Pierre Mauroy de maintenir le franc dans le SME et de donner la priorité à la lutte contre l'inflation incarne le « tournant de la rigueur » et se manifeste à travers la politique de désinflation compétitive de Pierre Bérégovoy. Globalement, le franc se stabilise sur les marchés des changes, même s'il est de nouveau dévalué de 3 % le 6 avril 1986, sous le gouvernement de Jacques Chirac, tandis que le Deutsche Mark et le florin néerlandais sont réévalués par rapport au franc le 11 janvier 1987.
Entre le mois de septembre 1992 et celui d'août 1993, le SME subit une grave crise de change, dans un contexte de récession et de réunification allemande, qui pousse la lire, la livre sterling, puis la peseta et l'escudo à quitter le mécanisme de change européen en étant fortement dévalués, tandis que le franc est réévalué de 3,5 % le 13 septembre 1992. Le franc résiste aux attaques spéculatives dont il est l'objet. Les marges de fluctuation des monnaies européennes au sein du SME sont portées à ± 15 % le 1er août 1993.
Sur le marché des changes, le franc s'échangeait en 1995 aux cours suivants :
1 dollar américain = 5,15
1 deutsche Mark = 3,38
1 livre sterling = 7,88
1 franc suisse = 4,08
1 florin néerlandais (gulden) = 3,03

## Euro
L'euro (€) est la monnaie unique de l'union économique et monétaire, formée au sein de l'Union européenne ; elle est commune à dix-neuf États membres de l'Union européenne qui forment ainsi la zone euro.
Quatre micro-États (Andorre, Monaco, Saint-Marin et le Vatican) sont également autorisés à utiliser l'euro et deux pays européens non-membres, le Monténégro et le Kosovo l'utilisent de facto.
D'autres pays ont leur monnaie nationale liée à l'euro en raison d'accords préalables avec le franc français et l'escudo portugais : Bénin, Bosnie-Herzégovine, Burkina Faso, Cameroun, Cap-Vert, Comores, Congo (Brazzaville), Côte d'Ivoire, Gabon, Guinée équatoriale, Guinée-Bissau, Mali, Niger, Nouvelle-Calédonie, Polynésie française, Wallis-et-Futuna, République centrafricaine, Sao Tomé-et-Principe, Sénégal, Tchad, Togo.
En usage sous sa forme scripturale le 1er janvier 1999, il est mis en circulation le 1er janvier 2002 à minuit sous sa forme fiduciaire. Il succède à l'ECU, « l'unité de compte européenne » mise en service en 1979.
L'euro est la deuxième monnaie au monde pour le montant des transactions, derrière le dollar américain et devant le yuan chinois.
Depuis octobre 2006, elle est la première monnaie au monde pour la quantité de billets en circulation.
Au 1er janvier 2021, il y avait 26 468 962 663 billets en circulation dans le monde, pour une valeur totale de 1 434 506 526 830 €, ainsi que 138 068 816 079 pièces de monnaie pour une valeur totale de 30 407 933 257 €, l'ensemble représentant la somme de  1 464 914 460 087 €.